# Woryeonggyo
Woryeonggyo (월영교, auch Weolyeonggyo, ‚Mondlichtbrücke‘) ist mit 387 Metern die längste Fußgängerbrücke Südkoreas und führt über den Fluss Nakdong am Rande der Stadt Andong. Die Brücke wurde weitestgehend aus Kiefernholz erbaut. Mit den Bauarbeiten für die Brücke wurde am 29. Oktober 2001 begonnen. Am 19. April 2003 wurde sie schließlich eröffnet.
Das Tal, dass sich dort befand, bevor es für den Stausee von Andong geflutet wurde, hieß Dalgol (‚Mondtal‘) und nahe dem Fluss befand sich das Dorf Eumdalgol.